# 宮崎康之
宮崎 康之（みやざき やすゆき、1930年10月27日 - 2019年8月26日）は、福岡県出身の元アマチュア野球選手・指導者である。ポジションは内野手。

## 来歴・人物
旧制小倉中学では主将、三塁手を務め、戦後初めてとなる1947年の第29回全国中等学校優勝野球大会に出場し、チームは大会の九州勢の初優勝を遂げた。卒業後には早稲田大学に入学し、ここでも主将を務め、二塁手として広岡達朗らとともにプレーした。
大学卒業後は社会人野球の八幡製鐵のチームに入団する。第25回都市対抗野球大会優勝に貢献。その後、創部に関わった新日鉄堺の監督として第45回都市対抗野球初出場でベスト4に導くと、1979年から1984年まで母校の早稲田大学の監督を務め、大学創立100周年となる1982年の秋季リーグでは7シーズン振り29回目の優勝に導いた。なお、1980年代の早稲田大学優勝はこの1回だけである。また、第8回日米大学野球選手権大会のオールジャパンメンバーのコーチも務めた。甲賀総合科学専門学校の監督も務めた。故障で大学を中退していた藤本敦士は、実家の居酒屋に訪れた岡田彰布が大学4年時に監督を務めていた縁から、同校への進学を勧めたことで野球を続けた。また、小宮山悟は高校3年夏に練習会参加した際の監督として接点があったという（宮崎はこの秋で勇退し、小宮山は結局2年浪人後に入学）。
2019年8月26日、多臓器不全のため死去。88歳没

## 著書
- 燃える都の西北（1983年、ベースボール・マガジン社、ISBN 978-4583023120）